# Aba (Repubblica Democratica del Congo)
Aba è una città della Repubblica Democratica del Congo (ex Zaire), nella Provincia dell'Alto Uele.
È situata nella parte nord del paese, al confine con il Sud Sudan.